# Gérard de Bazoches
Pour les articles homonymes, voir Bazoches (homonymie).
Gérard de Bazoches est un évêque et comte de Noyon de 1222 à sa mort en 1228, ainsi que pair de France.

## Biographie
Il était issu d'une grande famille de nobles de Champagne, la maison de Bazoches : il était le fils de Nicolas, seigneur de Bazoches, et d'Agnès de Chérisy. Il était également le neveu de Nivelon de Quierzy et le frère de Jacques de Bazoches, tous deux évêques de Soissons. 